# じぶんBELIEVER
『じぶんBELIEVER』（じぶんビリーバー）は、2017年10月13日から同年12月22日までTBSテレビで放送されていた占い番組である。全11回。放送時間は毎週金曜22:54 - 23:00（JST）。

## ナレーター
- 神田沙也加

## レシピ
| 回 | 放送日   | テーマ                    | 占い師         |
| -- | -------- | ------------------------- | -------------- |
| 1  | 10月13日 | あなたを導く4つの香り     | イヴルルド遙華 |
| 2  | 10月20日 | 星が教える、幸運の鍵      | 村上さなえ     |
| 3  | 10月27日 | あなたの幸せな休日        | イリヤ         |
| 4  | 11月3日  | あなたを導く4つの色       | イヴルルド遙華 |
| 5  | 11月10日 | あなたに訪れる幸運        | イリヤ         |
| 6  | 11月17日 | 星が喜ぶ、理想の恋人      | 村上さなえ     |
| 7  | 11月24日 | あなたが今すべきこと      | イリヤ         |
| 8  | 12月1日  | あなたを導く4つのケーキ   | イヴルルド遙華 |
| 9  | 12月8日  | あなたの夢が叶うまで      | イリヤ         |
| 10 | 12月15日 | あなたを導く4つのモチーフ | イヴルルド遙華 |
| 11 | 12月22日 | 星が告げる、2018年        | 村上さなえ     |

初回と最終回は、『金曜ドラマ コウノドリ』拡大版のため23:09から放送。